# Миколаївська селищна рада (Сімферопольський район)
Микола́ївська се́лищна ра́да — адміністративно-територіальна одиниця та орган місцевого самоврядування в Сімферопольському районі Автономної Республіки Крим. Адміністративний центр — селище міського типу Миколаївка.

## Загальні відомості
Миколаївська селищна рада розташована на заході Сімферопольського району Криму (Україна). Утворена рада в 1929 році. Територія сільради знаходиться в південній частині степової зони Криму, в пониззі долин Західного Булганак і річки Тобе-Чокрак, починаючись від берега Каламітської затоки Чорного моря. Межує на півночі з Сакським, на півдні — з Бахчисарайським районом і Кольчугінською сільрадою, на сході — з Новоселівською і Родниківською сільрадами.
Населення за переписом 2001 року склало 7 067 осіб.

## Населені пункти
Селищній раді підпорядковані населені пункти:
- с-ще Миколаївка
- с. Вінницьке
- с. Ключове
- с. Олександрівка
- с. Петрівка
- с. Роздолля
- с. Теплівка

## Склад ради
Рада складається з 28 депутатів та голови.
- Голова ради: Доманицький Андрій Володимирович
- Секретар ради: Танасієнко Людмила Петрівна

### Керівний склад попередніх скликань
| Прізвище, ім'я, по батькові      | Основні відомості                                                              | Дата обрання | Дата звільнення |
| -------------------------------- | ------------------------------------------------------------------------------ | ------------ | --------------- |
| Сергєєв Андрій Сергійович        | Селищний голова, 1963 року народження, освіта середня спеціальна, безпартійний | 26.03.2006   | 31.10.2010      |
| Сергєєв Андрій Сергійович        | Селищний голова, 1963 року народження, освіта середня спеціальна, безпартійний | 31.10.2010   | 28.08.2012      |
| Доманицький Андрій Володимирович | Селищний голова, 1973 року народження, освіта вища, безпартійний               | 02.06.2013   |                 |

Примітка: таблиця складена за даними сайту Верховної Ради України

### Депутати
За результатами місцевих виборів 2010 року депутатами ради стали:

#### За суб'єктами висування
| Суб'єкт висування           | Кількість обраних депутатів | %    |
| --------------------------- | --------------------------- | ---- |
| Самовисування               | 13                          | 46,4 |
| Партія регіонів             | 12                          | 42,9 |
| Комуністична партія України | 3                           | 10,7 |

#### За округами
| № округу                    | Прізвище, ім'я, по батькові   | Дата визнання обраним | Освіта  | Партійна приналежність | Відомості про обраного депутата                          |
| --------------------------- | ----------------------------- | --------------------- | ------- | ---------------------- | -------------------------------------------------------- |
| Комуністична партія України |                               |                       |         |                        |                                                          |
| 4                           | Полулях Валентина Дмитріївна  | 04.11.2010            | середня | позапартійна           | приватний підприємець                                    |
| 20                          | Чеботарьова Олена Олексіївна  | 04.11.2010            | середня | позапартійна           | пенсіонер                                                |
| 21                          | Гермусов Іван Андрійович      | 04.11.2010            | середня | позапартійний          | тимчасово не працює                                      |
| Партія регіонів             |                               |                       |         |                        |                                                          |
| 1                           | Загребельна Алла Степанівна   | 04.11.2010            | вища    | член Партії регіонів   | Миколаївська СОШ, вчитель                                |
| 2                           | Танасієнко Людмила Петрівна   | 04.11.2010            | середня | член Партії регіонів   | Миколаївська селищна рада, секретар                      |
| 3                           | Рога Олександр Володимирович  | 04.11.2010            | середня | член Партії регіонів   | тимчасово не працює                                      |
| 6                           | Павлюк Руслан Сергійович      | 04.11.2010            | вища    | член Партії регіонів   | Миколаївська селищна рада, фахівець                      |
| 7                           | Гринчук Віталій Юрійович      | 04.11.2010            | вища    | член Партії регіонів   | приватний підприємець                                    |
| 8                           | Казачок Ярослав Анатолійович  | 04.11.2010            | вища    | член Партії регіонів   | тимчасово не працює                                      |
| 10                          | Довбиш Михайло Миколайович    | 04.11.2010            | вища    | член Партії регіонів   | пансіонат «Сонячний», директор                           |
| 11                          | Тіунова Галина Олександрівна  | 04.11.2010            | середня | член Партії регіонів   | пенсіонер                                                |
| 24                          | Калю Марлен Наріманович       | 04.11.2010            | вища    | член Партії регіонів   | Миколаївський комбінат комунальних підприємств, керівник |
| 25                          | Матюхова Надія Олексіївна     | 04.11.2010            | середня | член Партії регіонів   | Вінницкий фельдшерсько-акушерський пункт, завідувачка    |
| 26                          | Корчагіна Світлана Іванівна   | 04.11.2010            | середня | член Партії регіонів   | Вінницкий сільський клуб, керівник                       |
| 27                          | Пасічник Олег Васильович      | 04.11.2010            | середня | член Партії регіонів   | приватний підприємець                                    |
| Самовисування               |                               |                       |         |                        |                                                          |
| 5                           | Перцевий Анатолій Іванович    | 04.11.2010            | вища    | позапартійний          | пенсіонер                                                |
| 9                           | Шорохов Олександр Миколайович | 04.11.2010            | вища    | позапартійний          | тимчасово не працює                                      |
| 12                          | Сеітвелієв Наріман Мамбетович | 04.11.2010            | вища    | позапартійний          | приватний підприємець                                    |
| 13                          | Асанов Асан Абдурахманович    | 04.11.2010            | середня | позапартійний          | тимчасово не працює                                      |
| 14                          | Ібраїмов Ескендер Іл'ясович   | 04.11.2010            | середня | позапартійний          | тимчасово не працює                                      |
| 15                          | Еміров Абдураман Енверович    | 04.11.2010            | середня | позапартійний          | тимчасово не працює                                      |
| 16                          | Аккієв Алім Тейфукович        | 14.11.2010            | середня | позапартійний          | тимчасово не працює                                      |
| 17                          | Мамедов Айдер Аблайович       | 04.11.2010            | середня | позапартійний          | тимчасово не працює                                      |
| 18                          | Сейтумеров Рідван Емірович    | 04.11.2010            | середня | позапартійний          | тимчасово не працює                                      |
| 19                          | Доманицька Олена Шотівна      | 04.11.2010            | вища    | позапартійна           | приватний підприємець                                    |
| 22                          | Кушнір Людмила Іванівна       | 04.11.2010            | середня | позапартійна           | тимчасово не працює                                      |
| 23                          | Білик Ігор Миколайович        | 04.11.2010            | середня | позапартійний          | селянське фермерське господарство «Едем», голова         |
| 28                          | Тугушев Решид Абдуллайович    | 04.11.2010            | середня | позапартійний          | тимчасово не працює                                      |